# Theodore Wilson
Theodore James Wilson (11 de julio de 1980) es un luchador profesional canadiense retirado que trabaja para la WWE como productor bajo el nombre de Tyson Kidd. 
Dentro de sus logros cabe destacar dos reinados como Campeón en Parejas de la WWE y un reinado como Campeón Mundial en Parejas de la WWE tras ganar el Campeonato Unificado en Parejas de la WWE junto con David Hart Smith y un reinado con Cesaro.

## Carrera

### Inicios
Wilson hizo su debut en Stampede Wrestling el 23 de julio de 1995 a la edad de 15 años. Poco después de un año, luchó en un house show de la World Wrestling Federation (WWF) junto a Andrew Picarnia, perdiendo frente a Harry Smith y Ted Annis. Cabe destacar que Picarnia y Wilson tenían 16 años y Smith solo 10.

### Stampede Wrestling (2004–2006)
Durante últimos meses de 2004, Wilson entró en un feudo con Duke Durrango, a quien derrotó el 15 de octubre de 2004, ganando el Campeonato Peso Medio de la Comunidad Británica de Stampede. Después de una serie de combates, perdió el título frente a Durrango el 14 de enero de 2005.
Durante gran parte del año 2005, Wilson formó equipo con Harry Smith, pero no tuvieron mayor éxito como equipo. El 25 de noviembre de 2005, derrotó a Smith en una lucha por la vacante del Campeonato Peso Pesado Norteamericano de Stampede, logrando retenerlo frente a luchadores como Matt Richards y Rod Rage, antes de perderlo frente a Apocalypse, el 10 de marzo de 2006. Sin embargo, el 15 de septiembre de 2006, recuperó el campeonato y 15 días después volvió a perderlo, ambas luchas fueron frente a Apocalypse.
Su último combate por la Stampede Wrestling se realizó el 8 de noviembre de 2006, donde derrotó a Evan Adams.

### World Wrestling Entertainment / WWE (2006 – 2017)

#### Territorios de desarrollo (2006–2008)

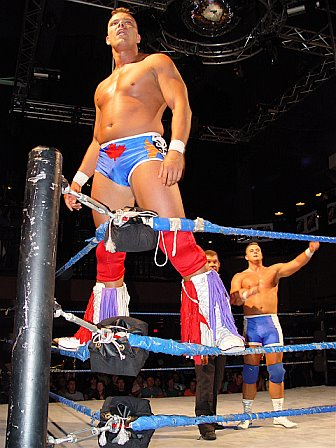
Wilson en la FCW junto a DH Smith.

Después de terminar su carrera como independiente, fue transferido a la Deep South Wrestling (DSW), comenzando a luchar allí en marzo de 2007.
Cuando la WWE y la DSW se separaron, Wilson fue enviado a la nueva Florida Championship Wrestling. Wilson ha estado trabajando con Harry Smith, Nattie Neidhart, Teddy Hart y Ted DiBiase, Jr. como The Next Generation Hart Foundation.
El 1 de diciembre de 2007, TJ ganó el Campeonato Sureño Peso Pesado de la FCW derrotando a Afa, Jr. en un Ladder Match. Solo 17 días después, Ted DiBiase, Jr. derrotó a Wilson, ganando el campeonato.

#### 2009
Wilson hizo su primera aparición en el plantel principal de la WWE en la edición del 10 de febrero de 2009 de ECW, gracias a la iniciativa de superestrellas nuevas de Theodore Long. Wilson debutó acompañado de Natalya, bajo el nombre de Tyson Kidd y derrotando a Bao Nguyen. Durante las tres siguientes semanas siguió derrotando a luchadores jobbers. Perdió por primera vez el 24 de marzo en ECW on Sci Fi contra Evan Bourne y Tommy Dreamer junto con Jack Swagger en un combate en parejas. Luego entró en un feudo con Finlay, a quien se enfrentó en varias ediciones de ECW on SciFi. El 28 de abril, Kidd enfrentó a Finlay, ganando el combate. Durante la revancha entre los 2 el 12 de mayo, debutó David Hart Smith, formándose en la ECW The Hart Dynasty junto a su novia Natalya.
El 29 de junio fue cambiado junto a Smith y Natalya de la ECW a SmackDown! entrando en feudo con Cryme Tyme (Shad & JTG). En su debut en la marca el 3 de julio, fueron derrotados por Cryme Tyme. Sin embargo, la semana siguiente, Kidd & Smith ganaron el combate de revancha. En Night of Champions, Kidd & Smith fueron derrotados por Cryme Tyme en el Dark Match del evento. Durante los siguientes meses siguieron luchando tanto en luchas en parejas como individuales, perdiendo frente a ellos el 16 de octubre en un combate clasificatorio para formar parte del Team SmackDown. Sin embargo, la semana siguiente Kidd y Smith se clasificaron al Team SmackDown tras vencer junto a Smith, Matt Hardy, R-Truth & Finlay a JTG, Dolph Ziggler, Drew McIntyre & Eric Escobar. En Bragging Rights, el Team SmackDown (Chris Jericho, Kane, R-Truth, Finlay, The Hart Dynasty (David Hart Smith & Tyson Kidd) & Matt Hardy) derrotó al Team RAW (D-Generation X (Triple H & Shawn Michaels), Cody Rhodes, The Big Show, Kofi Kingston, Jack Swagger & Mark Henry) después de una traición de Show. El 25 de diciembre tuvo una oportunidad por los Campeonatos Unificados en Pareja de la WWE de D-Generation X, pero perdieron.

#### 2010

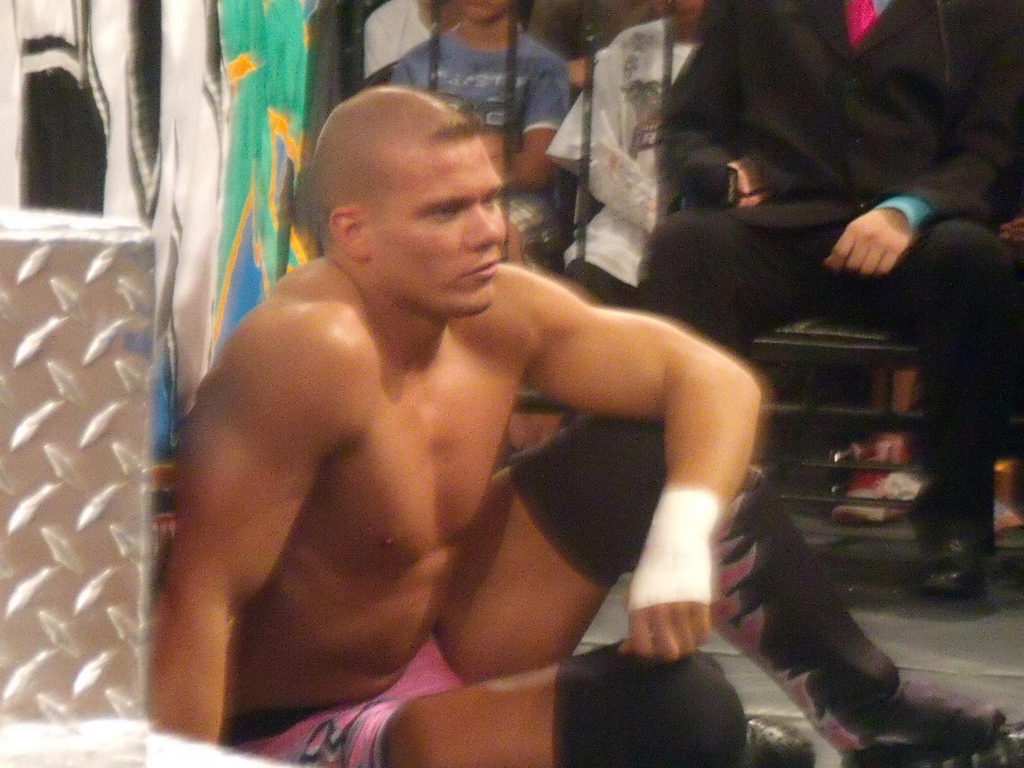
Kidd en un evento de la FCW.

Iniciando el año, el 15 de enero en SmackDown enfrentaron a Cryme Tyme, Straight Edge Society y Matt Hardy & The Great Khali por una oportunidad a los Campeonatos en Parejas, pero no lograron ganar. Luego de esto entraron en feudo con Matt Hardy & The Great Khali En WrestleMania XXVI apareció como leñador durante la lucha entre Bret Hart y Vince McMahon estando del lado de McMahon, pero durante su lucha, ayudó a su tío junto a toda su familia, cambiando a Face. Luego, empezaron un feudo por los Campeonatos Unificados en Pareja de la WWE frente a The Big Show & The Miz, enfrentándose a ellos en RAW el 29 de marzo, en Extreme Rules y el 26 de abril en RAW, ganando los tres combates: El primero por cuenta de fuera, por lo que no ganaron el título, el segundo ganaron una oportunidad por los títulos al día siguiente y el tercero ganaron los títulos. Debido al Supplemental Draft, fue traspasado de SmackDown! a RAW junto a Hart Smith y Natalya. Al llegar a la marca, continuaron el feudo con The Miz, el cual se unió a Chris Jericho. En Over the Limit, Kidd & Smith retuvieron los Campeonatos Unificados en Parejas frente a Miz & Jericho. Luego empezaron un feudo con los debutantes The Usos, enfrentándose The Hart Dynasty & Natalya a The Usos & Tamina (mánager de The Usos) en Fatal 4-Way, ganando Kidd y sus compañeros el combate. Sin embargo el 2 de julio en RAW en la revancha, The Usos & Tamina les derrotaron. Luego, Kidd & Smith volvieron a derrotar a The Usos en una lucha titular por los Campeonatos en Money in the Bank. El 17 de agosto en RAW, recibieron de Bret Hart los nuevos diseños de sus títulos, pasando a llamarse Campeonatos en Parejas de la WWE. Sin embargo, en Night of Champions, participaron en un Tag Team Turmoil Match por sus títulos, siendo eliminados en la primera ronda por The Usos, por lo que perdieron los títulos ante los ganadores, Cody Rhodes & Drew McIntyre. El 24 y 27 de septiembre en RAW y SmackDown, Kidd & Smith tuvieron 2 oportunidades de recuperar los Títulos frente a Rhodes & McIntyre, pero fueron derrotados.
Luego de esto tuvieron numerosas derrotas ante los campeones, provocando tensión entre Kidd y Smith. Finalmente el 15 de noviembre, durante una lucha contra los Campeones en Parejas The Nexus (Justin Gabriel & Heath Slater), Kidd cambió a Heel  al atacar a su compañero durante la lucha, comenzando ambos un feudo. Esto hizo que Kidd enfrentase a Smith el 2 de diciembre en Superstars y el 6 de diciembre en RAW, perdiendo el primero y ganando el segundo debido a la interferencia de su guardaespaldas, Jackson Andrews. Luego comenzó un feudo con Mark Henry, que le derrotó el 27 de diciembre en RAW y luego atacó a Andrews.

#### 2011
A inicios de año, Kidd continuó enfeudado con Henry, pero dejó de aparecer con Jackson Andrews. El 6 de enero en Superstars, Kidd & Ted DiBiase derrotaron a Henry y al Campeón de los Estados Unidos Daniel Bryan. Sin embargo, el 10 de enero en RAW, DiBiase & Kidd fueron derrotados por Henry & Bryan en la revancha. Kidd participó en el Royal Rumble, pero no logró ganar siendo eliminado por John Cena. Al día siguiente en RAW, Kidd enfrentó a Daniel Bryan, siendo derrotado al rendirse con la "LeBell Lock". El 8 de marzo fue presentado como el Pro de Lucky Cannon para la quinta temporada de NXT. El 3 de abril en WrestleMania XXVII, participó en una Battle Royal, pero no logró ganar. El 26 de abril, debido al Draft Suplementario, fue traspasado a SmackDown. En su primer combate en SmackDown el 6 de mayo, Kidd fue derrotado por Sin Cara. El 12 de mayo en Superstars, Kidd debutó con Michael Hayes como su mánager, derrotando a Trent Barreta. Sin embargo, la alianza solo duró una semana, luego que Hayes le abofeteara tras perder con Yoshi Tatsu. Sin embargo, el 26 de mayo le sustituyó Armando Estrada, derrotando Kidd nuevamente a Barreta. A la semana siguiente volvió a tener un nuevo mánager, la ex- consultora de Smackdown Vickie Guerrero, pero fue derrotado por Yoshi Tatsu. Después apareció con otro mánager, esta vez JTG en la derrota de Kidd frente a Kane. El 14 de junio en NXT Redemption, su Rookie, Lucky Cannon fue el tercer eliminado de la competencia.
En NXT empezó un feudo con Yoshi Tatsu, debido a que Kidd se robó la pierna de su figura de acción. Durante las series de combates que tuvieron, Tatsu le ordenó a Kidd que le devolviera la pierna de su figura de acción tras ganarle un Necklace on a Pole Match el 26 de julio en NXT. Pero después del combate, Kidd atacó brutalmente la pierna de Tatsu, lesionándole (Kayfabe). La semana siguiente Kidd clamó que no habría más Yoshi Tatsu en la WWE. En la edición de SmackDown del 19 de agosto (grabada el 16 de agosto), Kidd participó en un 20-Man Battle Royal Match para ser el contendiente 1# al Campeonato Mundial Peso Pesado, pero fue eliminado por Sin Cara. Su rival Yoshi Tatsu regresó un mes después el 6 de septiembre en NXT y venció a Kidd para dar por acabado el feudo. El 14 de octubre en SmackDown, Kidd formó parte de una 41 Man Battle Royal por una oportunidad al Campeonato de la WWE o al Campeonato Mundial Peso Pesado, pero fue eliminado por Awesome Truth (The Miz & R-Truth). El 29 de noviembre, durante el especial de Navidad de SmackDown, participó de un Battle Royal eliminando a Kofi Kingston, Ted DiBiase y a Yoshi Tatsu, pero fue eliminado por el eventual ganador Hornswoggle.

#### 2012
En enero, Kidd cambió a face. Después de vencer a Trent Barreta 2 veces en NXT, Kidd le propuso formar equipo. Durante febrero, Kidd comenzó un feudo con Michael McGillicutty luego que McGillicutty se burlara de su falta de patrimonio en la lucha libre (debido a que Kidd no es un "Hart" y McGillicutty es un luchador de tercera generación e hijo de Mr. Perfect). Kidd fue derrotado por McGillicutty el 29 de febrero en NXT. Después del combate, McGillicutty insultó a Kidd diciendo que él nunca sería un verdadero Hart. El 21 de marzo en NXT, Kidd venció a McGillicutty en la revancha. Luego de esto, Kidd comenzó a formar equipo con Justin Gabriel, luego que este le derrotara el 29 de marzo en Superstars y le ofreciera formar equipo para luchar por los Campeonatos en Parejas. Kidd & Gabriel lucharon en el Dark Match de WrestleMania XXVIII por los Campeonatos en Parejas de la WWE contra The Usos y los Campeones Epico & Primo, pero estos últimos retuvieron los Títulos.
El 11 de abril, Kidd y McGillicutty se enfrentaron en un tercer combate en NXT, resultando Kidd ganador y de esa manera acabó el feudo. Luego de que Gabriel se lesionara, momentáneamente el equipo se disolvió. En el Pre-Show de Over the Limit participó en una People Power Battle Royal por una oportunidad al Campeonato de los Estados Unidos o el Campeonato Intercontinental, pero no logró ganar. Kidd & Gabriel volvieron a formar equipo el 6 de junio en NXT, derrotando a Johnny Curtis & Heath Slater. En No Way Out hizo equipo nuevamente Justin Gabriel luchando en un Fatal 4 Way Tag Team Match contra The Usos, Epico & Primo y The Prime Time Players (Titus O'Neil y Darren Young), ganando estos últimos la oportunidad de retar a los Campeones en Parejas. Luego, Kidd & Gabriel compitieron en una serie de combates en Superstars contra Curt Hawkins & Tyler Reks, ganando todos los combates. El 29 de junio en SmackDown, Kidd derrotó a Jack Swagger clasificando al Money in the Bank Ladder Match por un contrato por el Campeonato Mundial de Peso Pesado. Luego comenzó un feudo con el también clasificado Tensai, luego de que Kidd le venciera el 2 de julio en RAW en 19 segundos, provocando que Tensai le atacara en Backstage. Kidd participó en el combate por el World Heavyweight Championship Money in the Bank en dicho evento, sin embargo dicha lucha la ganó Dolph Ziggler. El 30 de julio en RAW, Kidd enfrentó a Tensai siendo derrotado, pero luego de que Tensai continuara atacándolo después del combate, el árbitro revirtió la decisión dándole la victoria a Kidd. En el Pre-Show de Night of Champions, Kidd participó de una Battle Royal Match por una oportunidad al Campeonato de los Estados Unidos, pero no logró ganar.
En el primer episodio de WWE Main Event el 3 de octubre, Kidd & Gabriel, extraoficialmente llamados International Airstrike, fueron derrotados por Santino Marella & Zack Ryder en los cuartos de final de un torneo para decidir los retadores a los Campeonatos en Parejas. En la edición del 31 de octubre de NXT obtuvo una oportunidad por el Campeonato de los Estados Unidos contra Antonio Cesaro, pero fue derrotado. El 12 de noviembre en RAW, Kidd & Gabriel compitieron en un 8 Man Tag Team Match junto con Rey Mysterio & Sin Cara derrotando a Darren Young, Titus O'Neil, Primo & Epico. En Survivor Series formó equipo con Justin Gabriel, Rey Mysterio, Sin Cara y Brodus Clay derrotando a Tensai, The Prime Time Players (Darren Young & Titus O'Neil), Primo & Epico, logrando ser uno de los sobrevivientes del combate.

#### 2013–2014

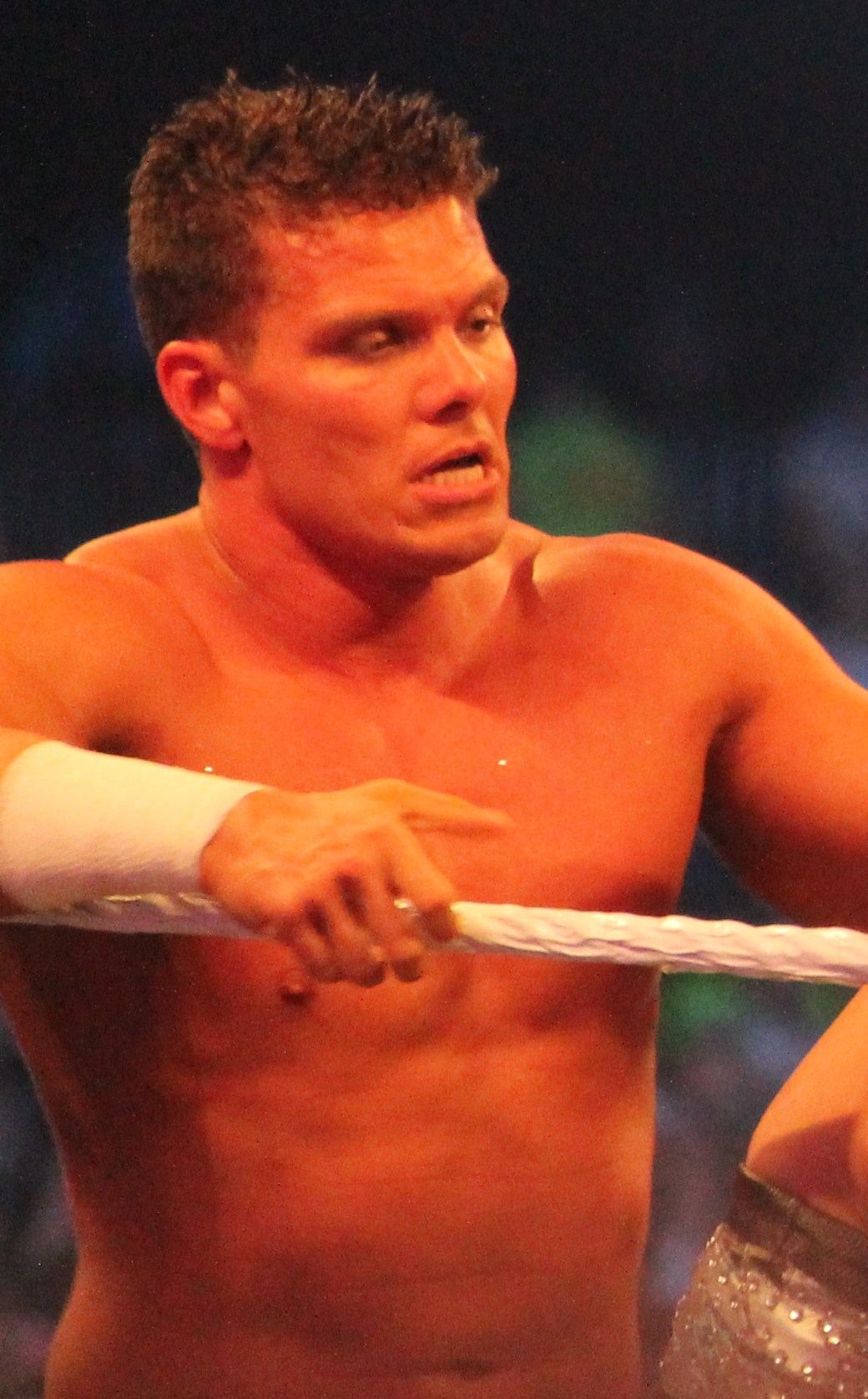
Kidd en WrestleMania XXX Axxess.

En enero de 2013 se informó de que había sufrido una lesión, torciéndose la rodilla, teniendo que estar de baja de 6 a 8 meses. A pesar de su lesión, apareció el 27 de mayo en la ceremonia de apreciación de Bret Hart. Hizo su regreso el 6 de septiembre en un house show en Montreal, perdiendo ante el campeón de NXT Bo Dallas. Regresó a la TV en el SmackDown del 10 de octubre, luchó enmascarado junto a El Local perdiendo ante Los Matadores. En WrestleMania XXX, Kidd estaba en la Battle Royal en memoria de André the Giant que fue ganada por Cesaro.
Tras su regreso de una lesión, Kidd comenzó a aparecer regularmente en NXT, que ahora era la rama de desarrollo de la WWE. Comenzó una racha ganadora de NXT desde diciembre de 2013, incluyendo victorias sobre Leo Kruger y Mason Ryan. En el episodio del 1 de mayo de 2014 de NXT, Kidd derrotó a Bo Dallas. En el episodio del 8 de mayo de NXT, Kidd participó en una Battle Royal de 20 hombres por una oportunidad por el Campeonato de NXT, con él estando involucrado en un triple empate. Como resultado, Kidd se enfrentó a los otros dos ganadores, Tyler Breeze y Sami Zayn en un Triple Threat Match en el siguiente episodio de NXT, donde Kidd ganó para convertirse en el contendiente #1 en NXT TakeOver. En TakeOver, Kidd no pudo ganar el título contra Adrian Neville. En el episodio del 12 de junio de NXT, Kidd se enfrentó ante Adrian Neville en una revancha por el Campeonato de NXT pero no pudo ganar el título después de una distracción accidental de su esposa Natalya. En el episodio del 19 de junio de NXT, Kidd hizo equipo con Sami Zayn para desafiar a The Ascension por el Campeonato en Parejas de NXT, pero perdieron la lucha cuando Kidd abandonó a Zayn en medio de la misma. En NXT TakeOver: Fatal 4-Way, Kidd compitió en un Fatal 4-Way Match por el Campeonato de NXT, que fue ganado por Adrian Neville. Kidd continuó su feudo con Neville pero perdió en la revancha.
Desde finales de septiembre de 2014, Kidd comenzó a ganar más luchas en el plantel principal, mientras que era flanqueado por Natalya, anotando victorias en Main Event y Superstars ante la talla de Kofi Kingston, Jack Swagger, R-Truth y Sin Cara. Hubo tensión en storyline entre Kidd y Natalya, debido a Kidd a veces descuidando a su esposa y otras veces utilizando a Natalya como escudo humano o esperando que ella interfiera ilegalmente en sus luchas. En el episodio del 3 de noviembre de Raw, Kidd otra vez utilizó a Natalya para conseguir otra victoria, esta vez via cuenta fuera en un combate no titular contra el campeón de los Estados Unidos Sheamus. En el episodio del 14 de noviembre de SmackDown, Kidd recibió una oportunidad por el Campeonato Intercontinental de la WWE en una lucha de eliminación con Cesaro y el campeón Dolph Ziggler, pero fue infructuoso.

#### 2015

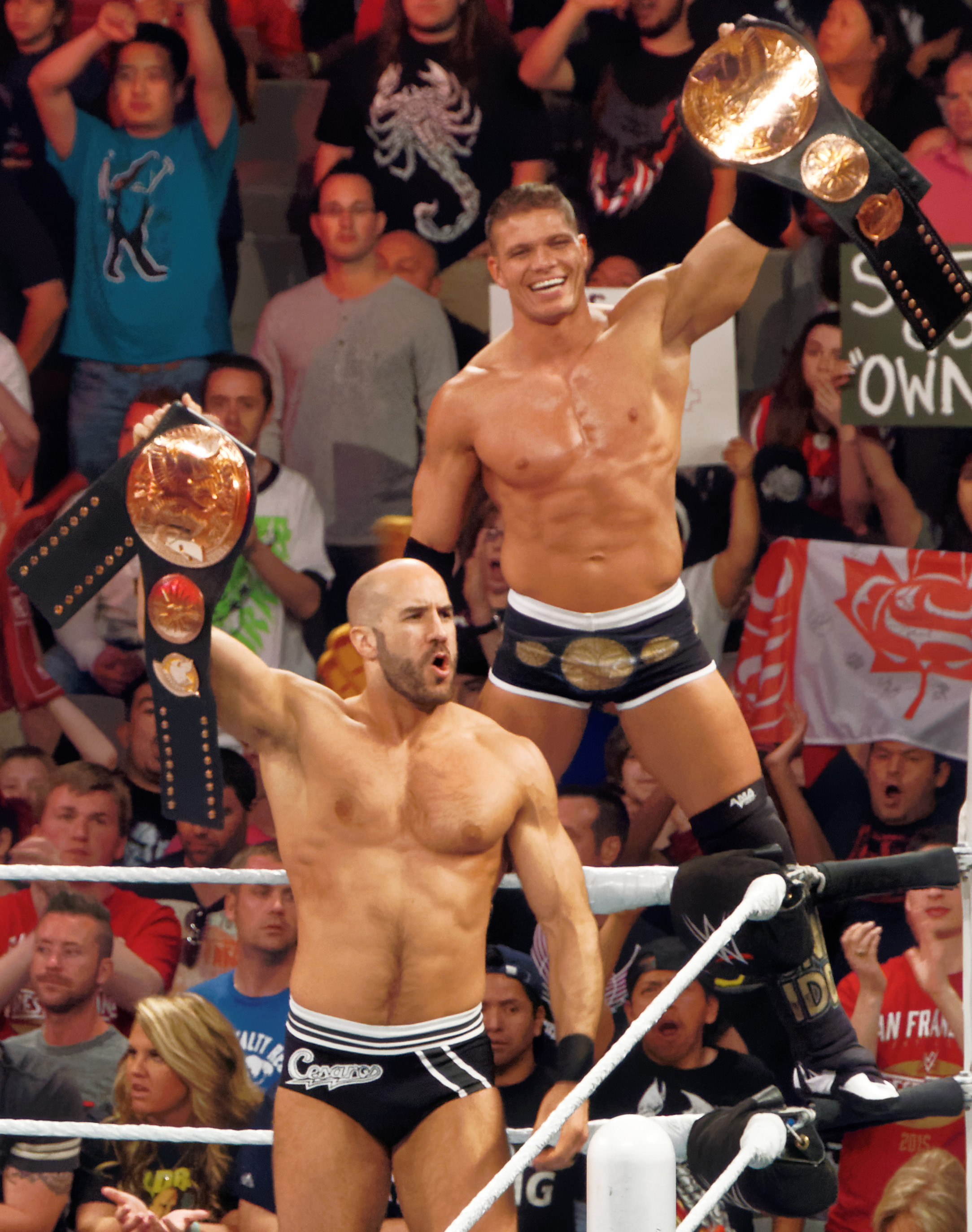
Kidd como Campeón en Parejas de WWE junto a Cesaro.

En enero de 2015, Tyson Kidd formó una alianza con Cesaro. La pareja procedió a recoger varias victorias sobre Los Matadores, así como aliándose con Adam Rose en un feudo con The New Day. En el pre-show de Royal Rumble, Cesaro & Tyson Kidd derrotaron The New Day. Más tarde esa noche, Tyson Kidd entró en el Royal Rumble Match en #12 y fue eliminado por Daniel Bryan. En WWE Fastlane el 22 de febrero, Cesaro & Tyson Kidd derrotaron a The Usos y ganaron el Campeonato en Parejas de la WWE, un título que Tyson Kidd no había obtenido durante casi 5 años. Ellos retuvieron su título en una revancha la noche siguiente en Raw después de que Natalya causó una descalificación.
En el KickOff de WrestleMania 31, retuvieron sus Campeonatos en Pareja de la WWE ante The Usos, The New Day (Kofi Kingston y Big E) y Los Matadores. En Extreme Rules Cesaro & Tyson Kidd de enfrentaran a The New Day por los Campeonatos en Pareja de la WWE. El 23 de abril en SmackDown Cesaro & Tyson Kidd cambiaron a face en una lucha entre Cesaro y Kofi Kingston. En Extreme Rules Cesaro & Tyson Kidd perdieron los campeonatos ante The New Day. En Payback Cesaro & Tyson Kidd se enfrentarán a The New Day por los Campeonatos en Pareja de la WWE en un combate de 2 o 3 rondas. El 14 de mayo en SmackDown derrotó a Kofi Kingston.En Payback Cesaro & Tyson Kidd volvieron a perder contra The New Day, después de que Xavier Woods cubriera a Cesaro sin que esté involucrado, pero el árbitro hizo la cuenta igual. Cesaro & Tyson Kidd ganaron la primera ronda, pero las otras 2 las ganaron The New Day.
En un Dark Match, Tyson Kidd sufrió una grave lesión en la médula espinal provocada por Samoa Joe dejando inactivo a Tyson Kidd fuera del ring por un año ya que recibió 16 grapas, 4 empulgeras y una barra insertada en su cuello, lesión que pudo haber terminado con su vida. Por medio de su cuenta de Twitter, el luchador expresó que un pequeño porcentaje de personas sobreviven a una lesión como la suya. Dave Meltzer expresó su alivio y aseguró estar sorprendido con su proceso de recuperación, comparando la gravedad de la lesión con la que sufriera el actor Christopher Reeve.
El 4 de febrero de 2017, Meltzer confirmó que Kidd ya no lucharía más como resultado de su lesión.

## En lucha
- Movimientos finales
  - Code Blue[1] (Springboard o diving neckbreaker)[51][52]  — 2012–2017
  - Dungeon Lock[53] (Cross-legged triangle choke, a veces con múltiples axe kicks a la cabeza del oponente)[54][55][56] — 2012–2017
  - Sharpshooter[17][57] — 2009–2012, 2013-2017
  - Springboard elbow drop[58][59][60] — 2009
  - Snapmare neckbreaker[61][62] — 2009
  - Swinging fisherman suplex[63][64] — 2011

- Movimientos de firma
  - Rolling Stampede[1] (Super rolling fireman's carry slam) - 1995-2006
  - Split-legged arm drag[65][66]
  - Brainbuster[67][68]
  - Double jump moonsault[69][70]
  - Múltiples tipos de kick:
    - Back[58][60][71]
    - Backflip a un oponente apoyado sobre las cuerdas[60][72]
    - Baseball slide[73]
    - Enzuigiri[52][74]
    - Front drop a la cabeza de un oponente doblado[60][75]
    - Jumping back[76][77]
    - Roundhouse[58][78]
    - Shoot a la espalda del oponente, precedida por una snapmare[59][77]
    - Running shoot desde el exterior del ring al pecho del oponente[73]
    - Spinning heel[79][59]
    - Springboard drop[17]

  - Reverse chinlock[80]
  - Ringpost figure four leglock[81]
  - Russian legsweep, a veces desde la segunda cuerda[82][83]
  - Saito suplex[84]
  - Single leg Boston crab[80]
  - Slingshot guillotine leg drop a un oponente apoyado en la segunda cuerda[71][77][85]
  - Slingshot o diving hurricanrana a un oponente fuera del ring[60]
  - Slingshot reverse sunset flip[52]
  - Springboard elbow drop[58][59][60] — 2010-presente
  - Springboard super hurricanrana[80]
  - Sunset flip powerbomb[86]
  - Swinging neckbreaker[77][87]
  - Suicide dive[17]
  - Tornado DDT[60][88]
  - Wheelbarrow bodyscissors victory roll[60]

- Mánagers
  - Natalya
  - Jackson Andrews
  - Michael Hayes[7]
  - Armando Estrada
  - Matt Striker
  - Vickie Guerrero
  - JTG

- Apodos
  - "The Stampede Kid" - FCW

## Campeonatos y logros
- AWA Pinnacle Wrestling

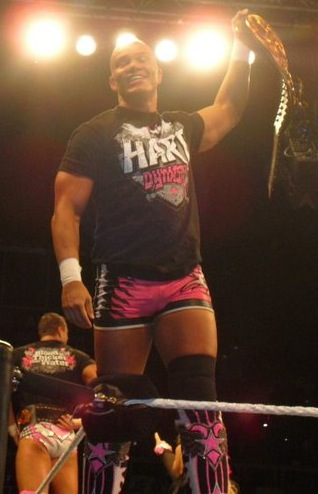
Tyson Kidd como Campeón en Parejas de la WWE.

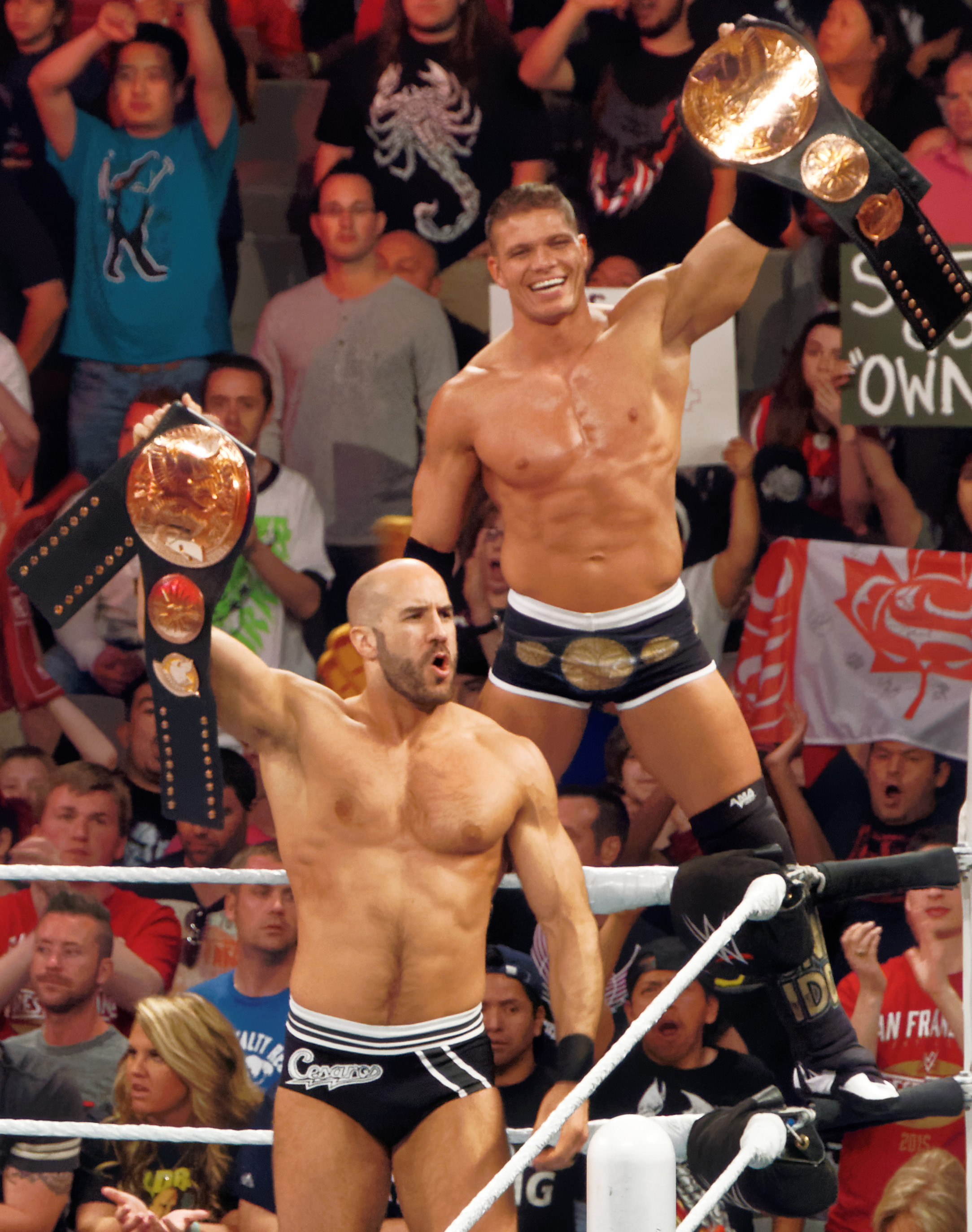
Kidd como Campeón en Parejas de WWE junto a Cesaro.

  - AWA Pinnacle Heavyweight Championship (1 vez)

- Great Canadian Wrestling
  - GCW Canadian National Heavyweight Championship (1 vez)

- Stampede Wrestling
  - Stampede North American Heavyweight Championship (2 veces)
  - Stampede British Commonwealth Mid-Heavyweight Championship (1 vez)
  - Stampede International Tag Team Championship (2 veces) - vez Bruce Hart (1) y Juggernaut (1)

- Prairie Wrestling Alliance
  - PWA Heavyweight Championship (2 veces)
  - PWA Tag Team Championship (1 vez) - con Harry Smith

- Florida Championship Wrestling
  - FCW Southern Heavyweight Championship (1 vez)
  - FCW Florida Tag Team Championship (1 vez) - con DH Smith

- World Wrestling Entertainment
  - WWE Tag Team Championship (2 veces) - con David Hart Smith (1) y Cesaro (1)
  - WWE World Tag Team Championship (1 vez) - con David Hart Smith

- Pro Wrestling Illustrated
  - Situado en el N°73 en los PWI 500 del 2009
  - Situado en el Nº58 en los PWI 500 de 2010[89]
  - Situado en el Nº113 en los PWI 500 de 2011[90]
  - Situado en el Nº107 en los PWI 500 de 2012[91]
  - Situado en el Nº111 en los PWI 500 de 2013
  - Situado en el Nº113 en los PWI 500 de 2014
  - Situado en el Nº53 en los PWI 500 de 2015

- Wrestling Observer Newsletter
  - WON Luchador más infravalorado - 2012